# Пелинковац
Пелинковац је алкохолно пиће које садржи до 35% алкохола, у народу називано „биљни лековити ликер“. Препознаје се по приметном горком укусу пелина, из кога се и производи, уз додатак 26 различитих лековитих биљака које га обогаћују специфичном аромом и угодним мирисом. 
Пије се охлађен са ледом, као аперитив пре и дигестив након јела.